# Juri Nikolajewitsch Stepanow
Juri Nikolajewitsch Stepanow (russisch Юрий Николаевич Степанов, engl. Transkription Yuriy Stepanov; * 30. August 1932 in Leningrad, heute Sankt Petersburg; † 13. September 1963) war ein sowjetischer Hochspringer.
Bei den Europameisterschaften 1954 in Bern wurde er Fünfter. 1957 siegte er bei den Weltfestspielen der Jugend und Studenten und bei den Weltuniversitätsspielen. Bei den Europameisterschaften 1958 in Stockholm wurde er Sechster.
Am 13. Juli 1957 erreichte er beim Städtevergleich Helsinki-Leningrad im ersten Versuch 2,16 m und war damit Weltrekordhalter (seine vorherige persönliche Bestleistung war 2,09 m). Er erzielte seinen Weltrekord mit dem sogenannten Katapultschuh; an diesem war die Sohle keilförmig nach hinten verlaufend, so dass sich ein günstigerer Absprungwinkel ergab (dieser Schuh wurde bald darauf verboten). Diese Bestmarke hatte bis 1960 Bestand.
1954 und 1958 wurde er sowjetischer Meister.
Nach psychischen Problemen bestritt er ab 1959 kaum noch Wettkämpfe und beging 1963 mit 31 Jahren Suizid.